# Frontiers (album de Journey)
Pour les articles homonymes, voir Frontiers.
Albums de Journey
Escape
(1981) Raised on Radio
(1986)
Frontiers est le neuvième album studio du groupe rock américain Journey sorti en 1983. Il est le deuxième album le plus vendu du groupe après Escape. L'album se classa aux États-Unis à la deuxième place du Billboard 200. Il atteignit également la 21e position en Suède et la 12e en Norvège.
Quatre des chansons de l'album se sont hissées dans le Top 40 américain : After the Fall (#23), Send Her My Love (#23), Faithfully (#12) et Separate Ways (Worlds Apart) (#8). Les cinq premières chansons de l'album ont fait l'objet d'un vidéoclip.
L'album a été produit par Mike Stone et Kevin Elson.

## Album
Si cet album sonne très rock FM et est caractéristique de l'orientation du groupe au début des années 1980, c'est aussi un des disques contenants le plus de sonorités hard rock. Il contient des succès bien calibrés (Separate Ways (Worlds Apart) et Faithfully) qui furent des singles importants à leur sortie. Avec Escape, il constitue un incontournable du groupe.

## Liste des titres
- 1 - Separate Ways (Worlds Apart) - Steve Perry, Jonathan Cain - 5:23
- 2 - Send Her My Love (en) - Perry, Cain - 3:55
- 3 - Chain Reaction - Perry, Neal Schon, Cain - 4:21
- 4 - After the fall - Perry, Cain - 5:01
- 5 - Faithfully - Cain - 4:27
- 6 - Edge of the Blade - Perry, Schon, Cain - 4:30
- 7 - Troubled Child - Perry, Schon, Cain - 4:29
- 8 - Back Talk - Perry, Cain, Steve Smith - 3:17
- 9 - Frontiers - Perry, Schon, Cain, Smith - 4:10
- 10 - Rubicon - Perry, Schon, Cain - 4:19

- Titres bonus CD 2006 :
- 11 - Only the Young (en) - Perry, Schon, Cain - 4:18
- 12 - Ask the lonely - Perry Cain - 3:55
- 13 - Liberty - Schon, Perry, Cain - 2:54
- 14 - Only solutions - Cain, Schon, Perry - 3:33

## Personnel
- Steve Perry - chant
- Neal Schon - guitare, chœurs
- Ross Valory - basse, chœurs
- Jonathan Cain - claviers, guitare rythmique, chœurs
- Steve Smith - batterie, percussions, chœurs

## Musicien additionnel
- Randy Jackson : Basse sur After the fall